# Muršili III.
Muršili III. ali Urhi-Tešub je bil kralj Hetitov (Novo kraljestvo), ki je prišel na prestol po smrti svojega očeta Muvatalija II. leta 1272 pr. n. št. in vladal do leta 1267 pr. n. št., * 14. stoletje pr. n. št., † 1267 pr. n. št.

## Vladanje
Bil je najstarejši preživeli sin Muvatalija II. in vnuk Muršilija II.. Hetitolog Trevor Bryce mu pripisuje pet let vladanja od leta 1272 do 1267 pr. n. št.,  čeprav je skoraj zagotovo vladal sedem let, kar dokazuje napis njegovega naslednika Hatušilija III.
Med svojim vladanjem je hetitsko prestolnico preselil iz Tarhuntaše nazaj v Hatušo in v vojni z Asirijo izgubil kraljestvo Mitani. Izguba je zelo oslabila njegov vladarski položaj. V sedmem letu vladanja je osvojil regionalni utrdbi Hapkuša in Nerik, kjer je bil guverner njegov stric Hatušili. Cilj napada je bil odstranitev strica, ki je ogrožal njegov vladarski položaj. 
Sledil je upor, v katerem je Hatušili zbral znatno vojsko, kateri so se pridružili njegovi naravni zavezniki iz ogroženih trdnjav v Neriku in Hapkiši in drugi, navdušeni nad njegovimi vojaškimi sposobnostmi. Med slednjimi so bili tudi Kaski, sicer tradicionalni hetitski sovražniki. Hatušilijeva strateška vojaška zmaga nad Ramzesom II. v bitki pri Kadešu  ni bila primerljiva z  "neprepoznavnim in nedokazanim okupatorjem hetitskega prestola"  Muršilijem III., ki je izgubil Mitani. Hatušili je hitro porazil Muršilija III., ga odstavil in sam zavladal kot Hatušili III. Za vazalnega kralja Tarhuntaše je imenoval Muršilijevega brata ali svaka Kurunto. 
Muršili III. je po neuspelih spletkah in poskusih vrnitve na prestol pobegnil v Egipt. Hatušili III. je od faraona Ramzesa II. zahteval njegovo izročitev, faraon pa je na njegovo zahtevo odgovoril, da ne ve nič o tem, da je Muršili III. v njegovi državi. Sledila je kriza, ki je bila nevarno blizu vojne. Vladarja sta se v 21. letu Ramzesovega vladanja ne glede na to odločila za sklenitev mirovnega sporazuma, ki je vseboval tudi zahtevo po Muršilijevi ekstradikciji. Muršili III. je po kratkem bivanju v Egiptu izginil iz vseh zgodovinskih zapisov. 

## Družina
Muršili III. je verjetno imel sina. Za sina in velikega kralja se je razglašal nek Hartapu, ki je zelo verjetno vladal v Tarhuntaši v drugi polovici 13. stoletja pr. n. št.